# Santa Magdalena de Conangle
Santa Magdalena de Conangle és una capella d'origen romànic, amb modificacions amb el pas del temps, construïda a la península de Salou damunt d'un alt i ampli meandre del riu Ter, a 300 metres d'altitud, dins una finca privada. El conjunt està format per l'església, les capelles laterals, el campanar i el claustre.
Aquest edifici apareix esmentat en els documents medievals com a capella però l'establiment, des de la primeria del segle xiv, d'una petita comunitat de monges en aquest indret, ha afavorit que sovint se li doni el nom de monestir.

## Arquitectura

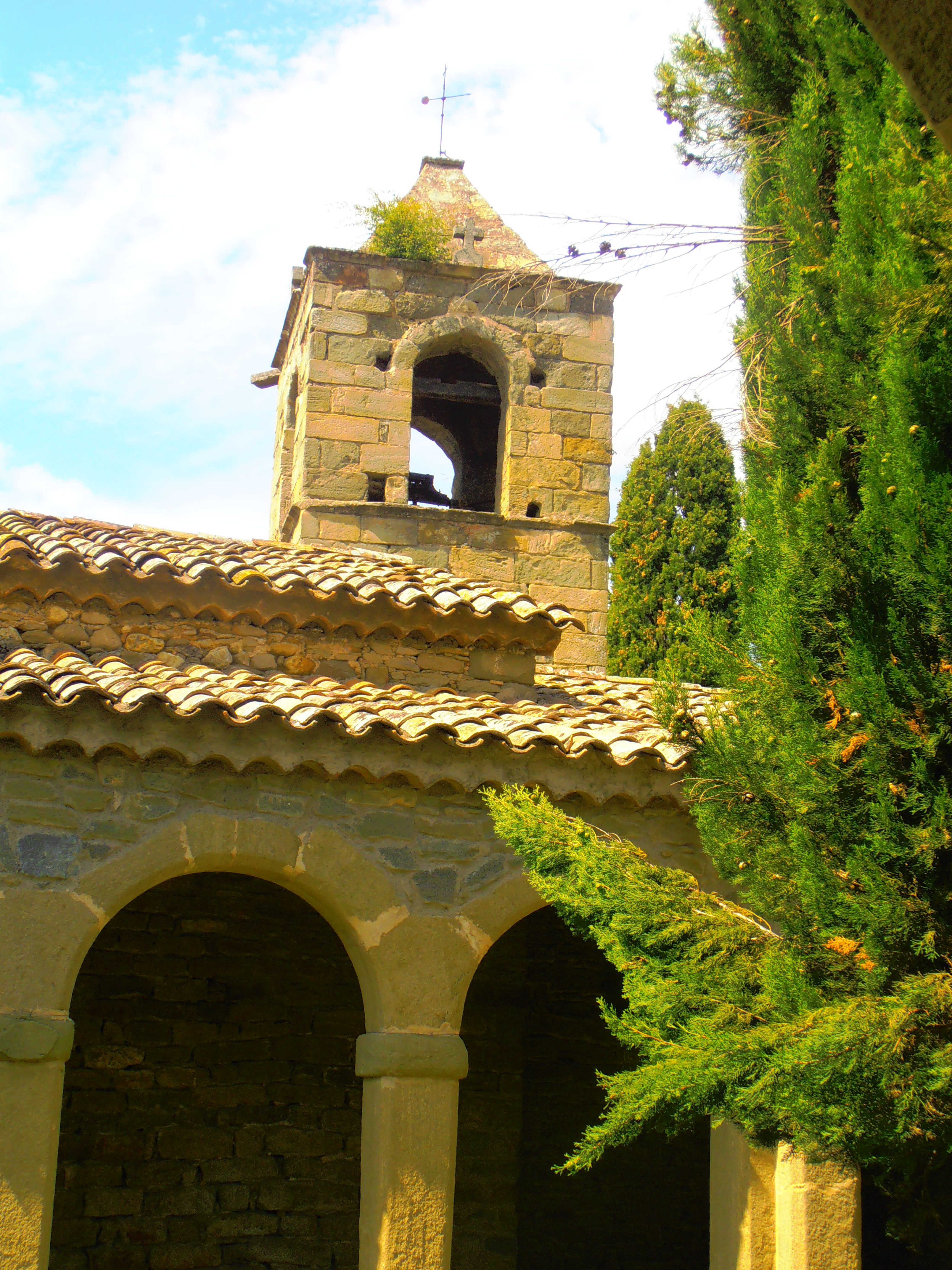
El campanar vist des del claustre

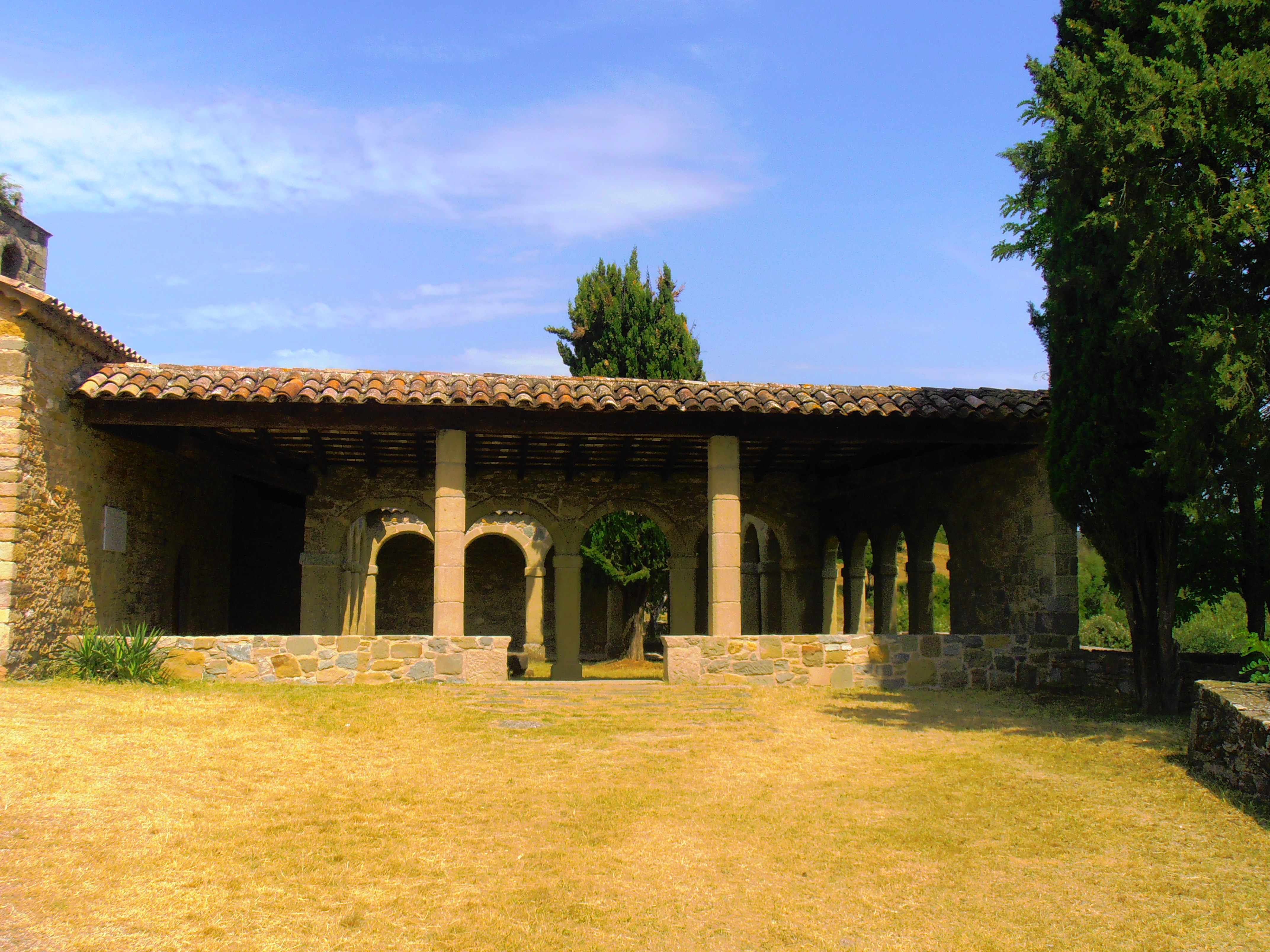
Frontal del claustre

Els edificis actuals formen un conjunt en bon estat de conservació, que des dels orígens remots s'ha anat modificant. L'origen romànic hi és ben palès en l'articulació originària de l'edifici, i no es pot descartar que l'origen fos més remot.
A la planta de l'església actual es distingeixen dues parts molt diferenciades. L'una és l'absis i l'altra la nau. L'absis és de planta molt vistosament trapezial, cobert amb volta de punt d'ametlla, poc acusat, i al mur del fons de l'absis hi ha un nínxol excavat al mur, com si hagués estat fet per posar-hi una imatge. La resta de la nau és també de planta trapezial amb el cantó petit del trapezi a l'absis i el gros a la façana de ponent. Aquesta part sembla respondre a una segona fase de construcció, encara que també romànica, amb la qual hom pot distingir dues portes. L'una al mur de costat de migjorn, feta amb dovelles petites, que té a la dreta entrant una finestra de doble esqueixada. L'altra al mur de ponent amb dovelles de mides grosses, d'època ja gòtica, sobre la qual hi ha una petita finestra feta també amb dovelles. La nau és coberta a dues vessants amb teules que recullen les aigües perquè vagin a parar a una cisterna just al costat del mur de tramuntana de la capella.
L'aparell dels murs en la part romànic, de pedres desiguals, que només han estat engaltades deixant veure el morter, i sense cura per seguir un ordre quan es van posar les pedres. L'aparell que presenten els murs de la part de l'absis no deixa entreveure res de significatiu, i sembla que els murs foren refets quan s'hi va afegir el campanar. Les façanes no tenen cap mena de decoració. En època barroca s'hi feren les addicions pròpies d'aquesta època que hom hi pot veure. Consisteixen en dues capelles laterals i un campanar de planta quadrada amb teulada de quatre vessants de lloses amb barbacana, amb aiguafons i gàrgoles.
En conjunt, l'edifici és una construcció rural que palesa els models constructius del període de transició entre l'arquitectura romànica i les noves formes gòtiques.

## Història

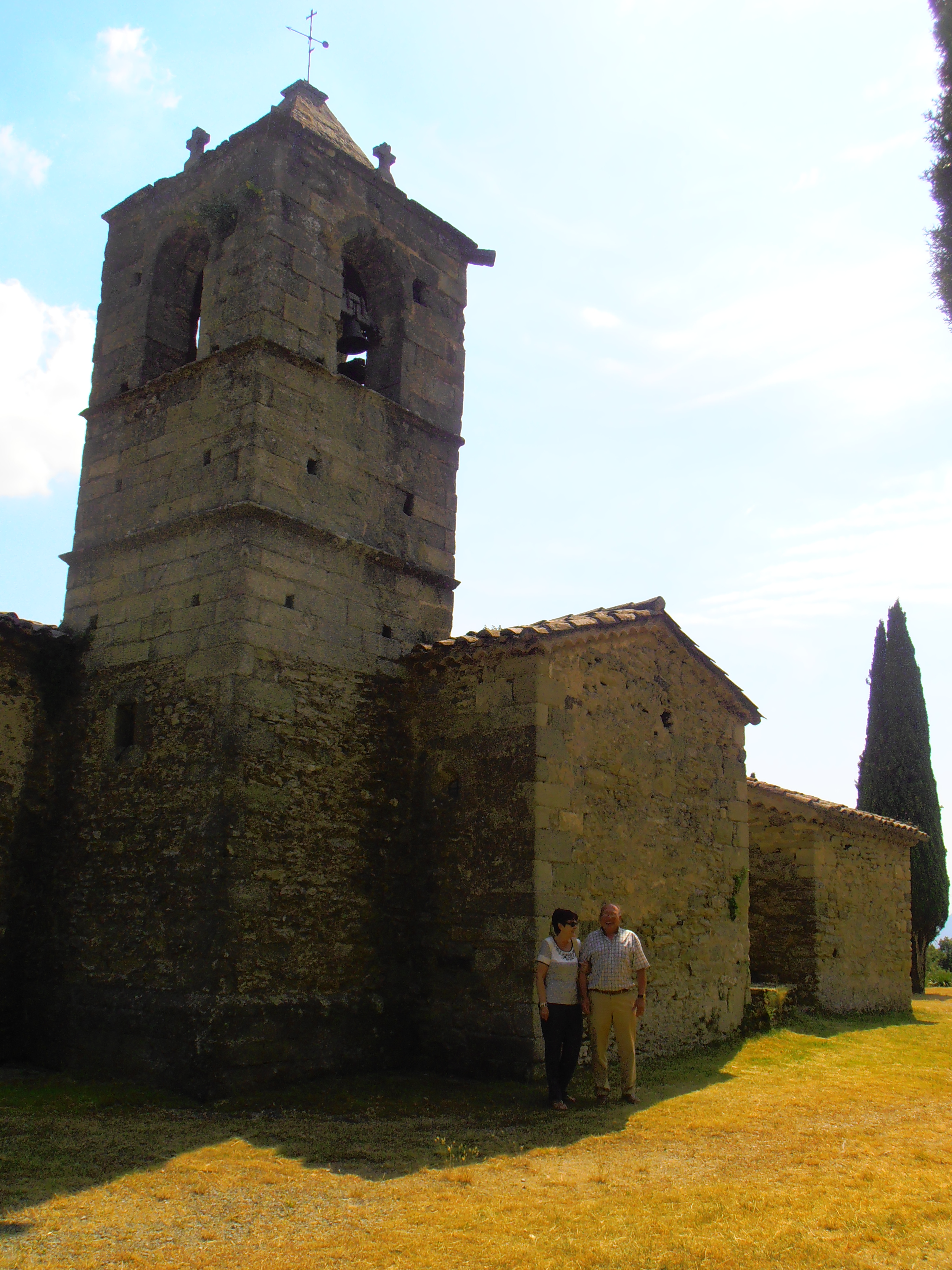
L'ermita des de ponent

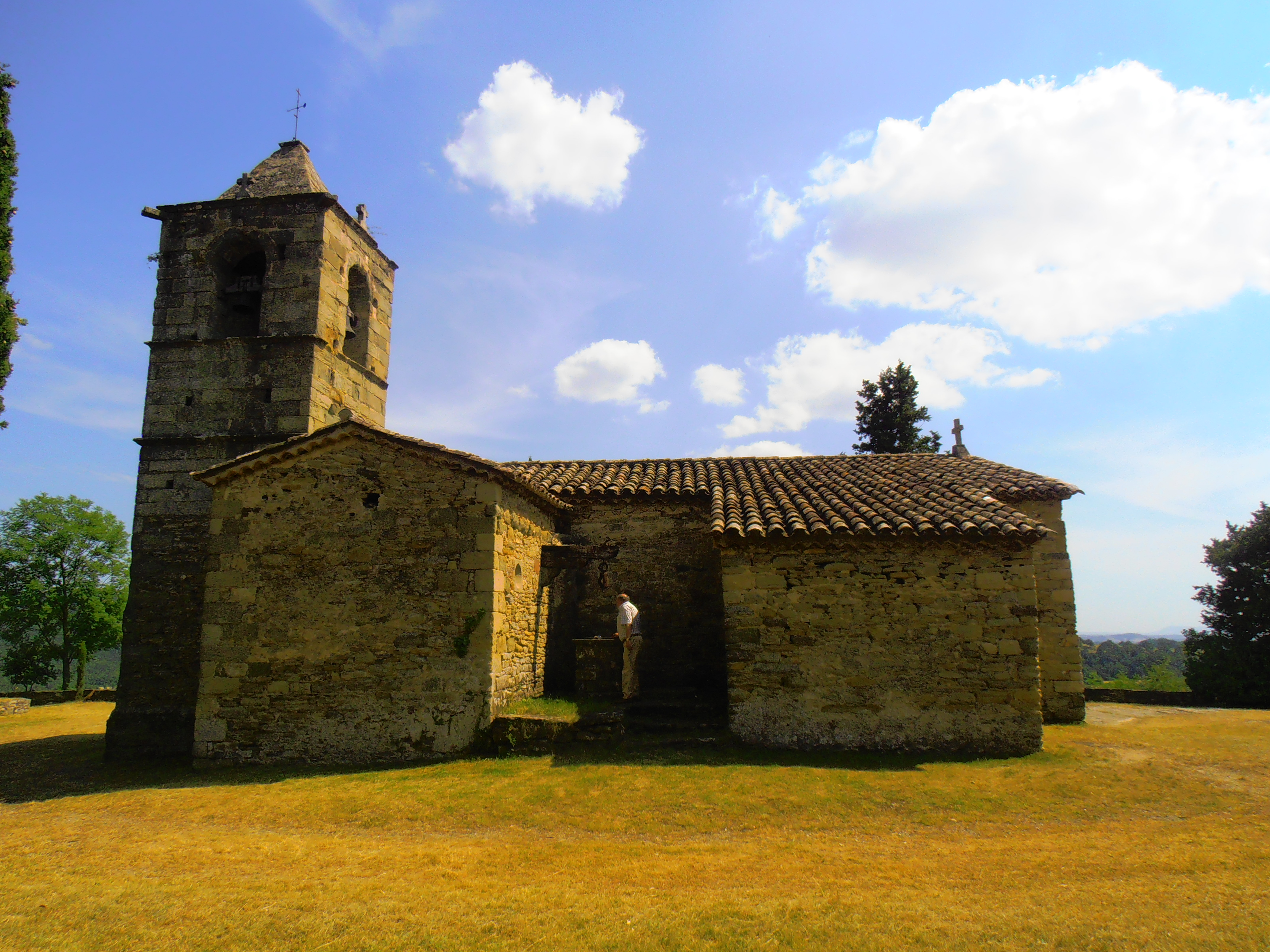
El pou

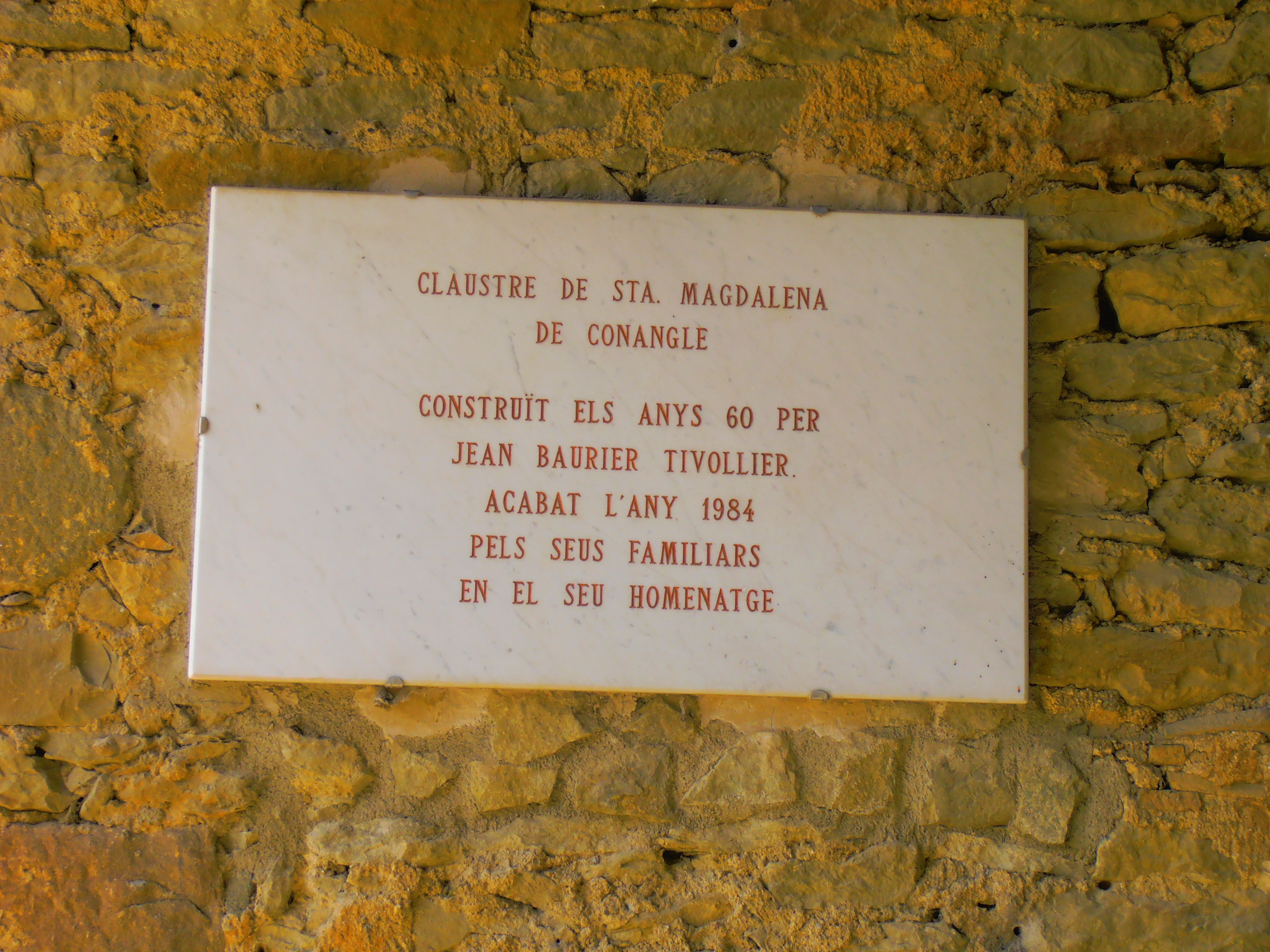
Placa commemorativa de l'última restauració

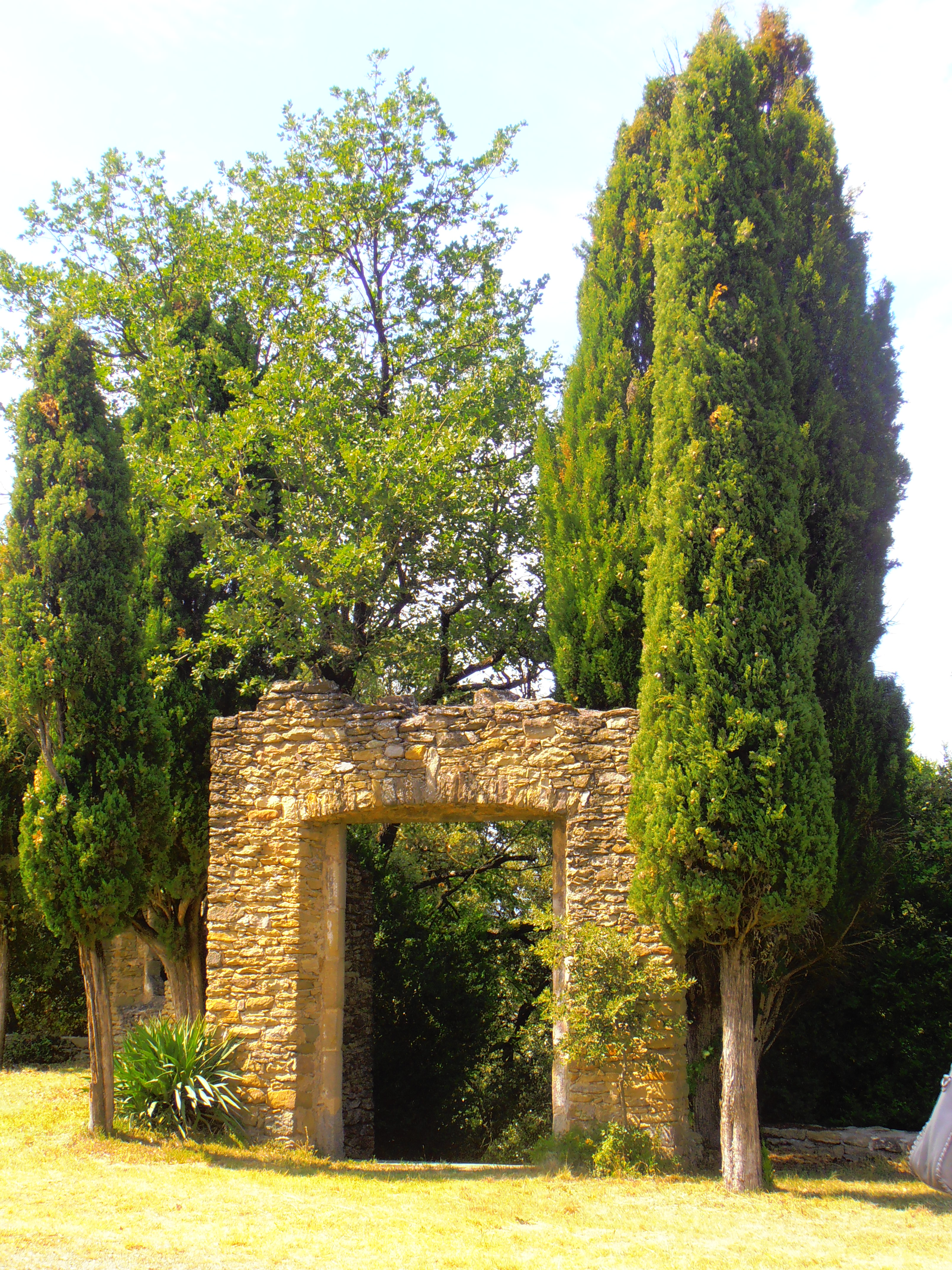
Portal, potser pertanyent a una antiga muralla

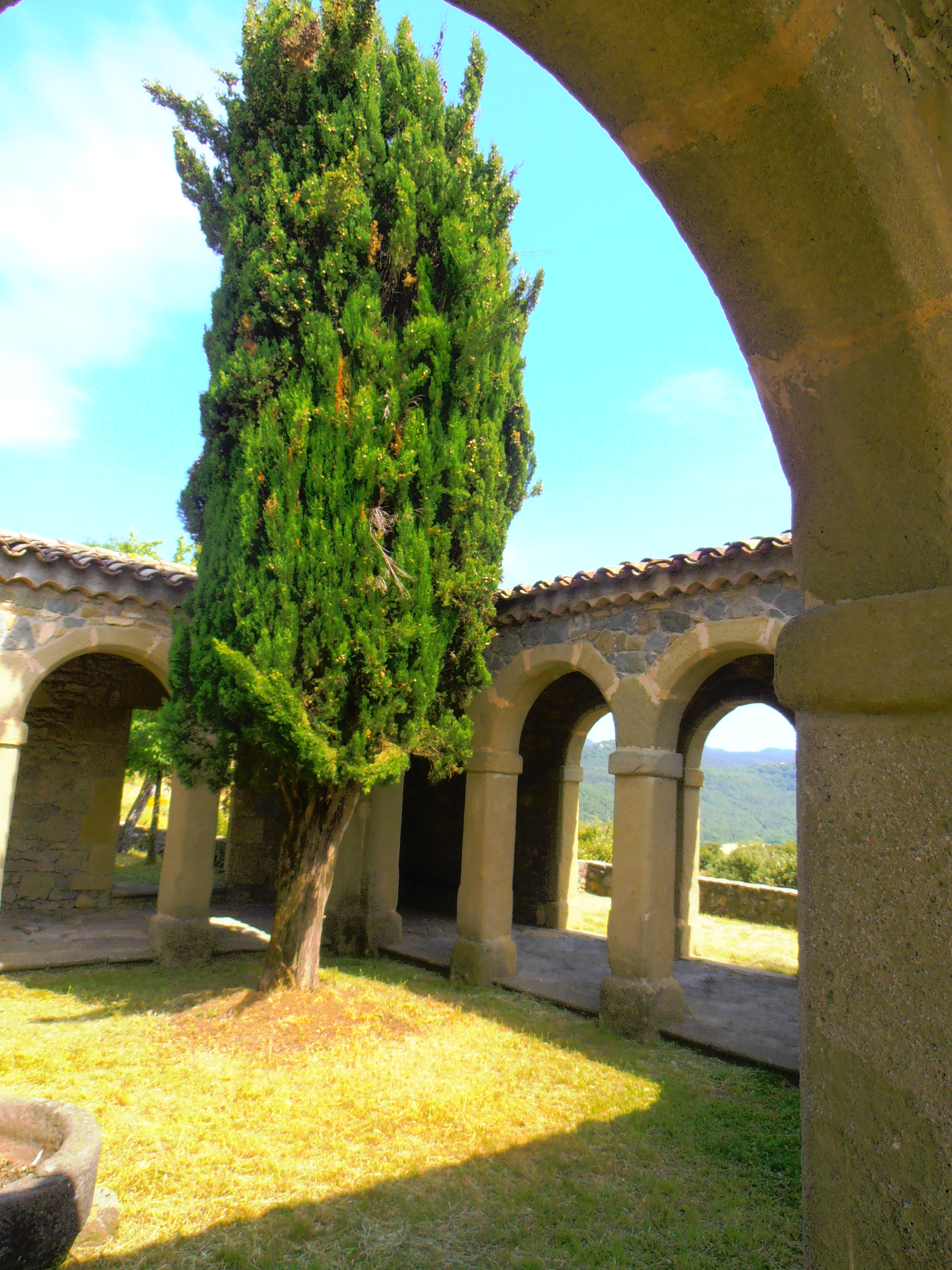
El claustre

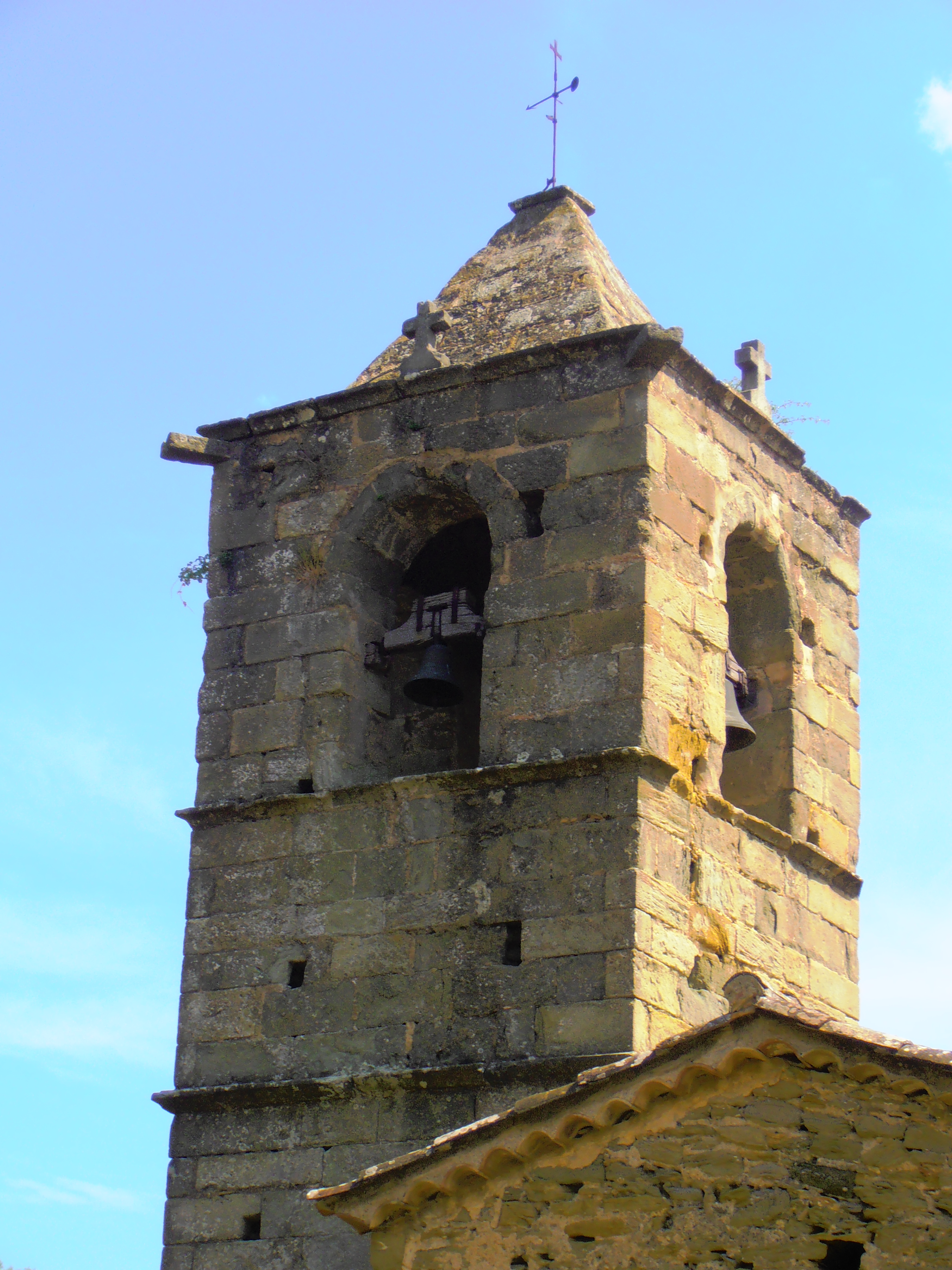
El campanar

Tot i que els orígens de Conangle són desconeguts, és probable el domini feudal del terme i del poblament en van instigar la construcció. Tradicionalment es deia que la primera referència al topònim Conangle apareixia ja l'any 980, en el testament d'Isarn, fill de Sal·la de Conflent, però estudis recents han demostrat que el topònim Chonangulo que apareix en aquest document, es refereix en realitat al lloc de Conanglell, al terme del proper castell de Voltregà. El primer esment del lloc de Conangle és força posterior, correspon a l'any 1231 i coincideix amb la primera notícia que es té de la capella, dedicada originàriament a Santa Maria.
En els anys successius es documenten diversos llegats testamentaris en els quals es fan disposicions sobre la capella. Aquest centre de culte tenia, també, diversos drets i honors en alguns dels masos del terme de Roda, tal com apareix en un pergamí de l'any 1239 que es conserva a l'Arxiu Biblioteca Episcopal de Vic. El document explica la venda d'aquests béns pel rector de l'església parroquial de Sant Pere de Roda a un tal Arnau, castlà de s'Avellana, una construcció defensiva de gran valor estratègic, datada del 1067 i situada, com la capella, a la península de Salou.
Cap a la darreria del segle xiii, s'hi va aplegar una comunitat de religioses que fou erigida canònicament com a monestir d'augustinianes sota la direcció de la priora Maria del Bosc el 1304.
El 25 de novembre de 1304, Dalmau d'Angle, el rector de la parròquia de Sant Pere de Roda, de la qual depenia la capella, aprovà el determini pel qual na Maria del Bosc es comprometia a residir permanentment a la capella junt amb altres dones devotes que hi volguessin conviure en comunitat i portar l'hàbit segons la regla de Sant Agustí. Alhora que se l'obligava a rebre les almoines ofrenades pels fidels i millorar el patrimoni de la capella per tal de garantir-ne la conservació i el manteniment del culte. Un cop que el bisbe de Vic hagué aprovat la institució de la congregació, s'originà una minúscula comunitat (mai va sobrepassar el nombre de quatre o cinc religioses) formada per dones i donzelles pietoses que s'encarregà d'administrar les donacions de terres i masos dels voltants aportades pels fidels.
Des de la fundació, el petit reducte monàstic va augmentar el patrimoni a través de llegats i fundacions, entre els quals es registren deixes de terres fetes pels propietaris dels mas del Bosc, del mas de Salou i de la Bauma, el domini directe dels quals també fou cedit per la vescomtessa de Cabrera el 1326. A mitjan segle xiv, el vigatà Bernat de Costes va instituir-hi un benefici presbiterial que assegurà la celebració normal del culte i el servei religiós a la comunitat, gràcies als censos i rèdits gravats sobre terres situades a Santa Eulàlia de Riuprimer prop del camí d'Alboquers. Els drets i honors i el domini sobre aquestes terres serien adquirits posteriorment per la comunitat, el 26 de maig de l'any 1348, al cavaller Ramon de Dosrius, fill i hereu d'Alamanda de Muntanyola i de Pere de Dosrius, pel preu de 1.000 sous.
El 1375 es compraren unes terres a l'hereu del Bosc de Salou, propietat alodial dels senyors de Savassona, i s'amplià l'extensió de la propietat a l'entorn de la capella. L'edifici de l'església s'amplià i reformà amb motiu de la consagració de l'altar, celebrada el 27 de maig de 1376, amb llicència del bisbe de Vic, per fra Francesc de Gènova, bisbe de la diòcesi titular de Cunavia (Albània) que també beneí el cementiri adjunt, on es sebollirien les religioses. Eduard Junyent afirma que fou aquell mateix any quan es canvià l'advocació de la capella, de santa Maria a santa Maria Magdalena. El fet que apareguin esments al cenobi de Santa Maria de Conanglell en diversos documents conservats a l'Arxiu Parroquial de Roda (APR) i a l'Arxiu Biblioteca Episcopal de Vic (ABEV) encara el 1399, sembla indicar que el canvi d'advocació no es faria efectiu fins al segle xv.

### Documentació
Hom disposa de nombrosos documents i notes històriques referents a actes d'administració, compra vendes, censos, fundacions i almoines que permeten resseguir la trajectòria de la congregació de religioses instal·lada a Conangle. Es té constància de la presència de diferents priores o majorales al capdavant de la comunitat. A la fundadora Maria del Bosc, la succeïren sor Elisenda Rossell (1348), sor Benvinguda de Puig-mitjà (que esdevingué majorala el 1375), sor Elisenda Çabeuredor (1391-1410) i sor Catalina Guasch, esmentada el 1421. L'any 1404, durant el priorat d'Elisenda Çabeuredor, el bisbe de Vic, Berenguer, a petició del rector de Roda, confirmà la fundació un segle abans de l'orde de les monges agustinianes, ara magdalenes, sota la regla de Sant Agustí.
Les guerres, epidèmies i despoblacions de mitjan segle XIV i XV, foren el detonant d'una profunda crisi econòmica que originà una davallada important de les rendes percebudes per a la comunitat de religioses instal·lada a Santa Magdalena de Conangle. En aquells anys de penúries i dificultats només s'hi celebrava missa els diumenges, i els dies que podien sufragar-la els rectors de la parròquia de Sant Pere, de Roda. La crisi econòmica i la manca de seguretat de les monges, motivaren que entorn el 1450 la comunitat es traslladés a Barcelona, a la casa que fou de Gabriel Roca, al carrer de la Canuda, on s'establí el convent de germanes augustinianes, que va subsistir fins a l'esclat de la Guerra Civil.
Aleshores, la capella va romandre com a santuari amb la presència d'uns ermitans que en tenien cura nomenats i administrats pel rector de Roda. Però com que les rendes devien ser insuficients per viure, el 1519, el bisbe de Vic els autoritzà a recollir almoines a tota la diòcesi. Segons consta en un document de 1513, entre els ermitans s'esmentava un tal mestre Maties que exercí de metge o curandero. Amb el pas dels anys es perdé la pista dels ermitans i, probablement, foren substituïts per simples masovers residents a la casa adossada que hi havia a la capella.(³) De tota manera, a finals del segle xvii, Josep Mas de Roda, ciutadà honrat de Barcelona, constava com a "obrer" de Santa Magdalena.
El lloc de Conangle, igualment com a Sant Pere de Casserres, fou durant l'època moderna refugi de bandolers i escenari favorit de dimonis, bruixes i bruixots. Està documentada l'estada el 1610 del bandoler Perot Rocaguinarda refugiat als boscos de Santa Magdalena amb una partida de 200 homes, i perseguits per soldats, membres del sometent i la Unió de Vic. Així mateix, aquests verals també destacaren per la presència de criatures màgiques i misterioses.

### Venda
El 1927, la família Baurier (propietèria de la Colònia Salou) arribà a un acord amb el bisbat de Vic per a la compra del sòl ocupat pel conjunt constructiu de Santa Magdalena, però no dels edificis en si, que continuaren depenent del bisbat. Les escriptures estipulaven que els nous propietaris es comprometien a preservar, conservar i mantenir la capella, mentre que el bisbat es reservava la jurisdicció canònica i el manteniment del culte i el servei religiós. D'aquesta manera, els Baurier esdevingueren els avaladors de l'ermita de Santa Magdalena de Conangle. En aquells anys encara hi havia el casal adossat a l'església on s'estaven els masovers que conreaven les terres de l'ermita, i probablement no s'enderrocà fins poc abans de la guerra.
Durant la Guerra Civil la capella no va patir destruccions remarcables a nivell d'edificació, però els milicians cremaren un Sant Crist de fusta molt venerat que hi havia en una de les capelles contigües a la nau principal i del que només se'n conserven els claus

### Última restauració
Entorn el 1955, l'ermita de Santa Magdalena de Conangle fou restaurada per la família Baurier que manà fer-hi algunes obres de reforma, recuperant-ne l'ús i la devoció per a tota la comarca: enjardinaren els voltants, arranjaren els camins d'accés, i el 1960 hi adossaren el claustre neoclàssic del convent de carmelites descalços de Sant Josep de Vic, que l'any 1984 fou cobert amb teules. Des d'aleshores i fins al tancament de la colònia de Salou, s'hi feren diverses festes patronals i encara s'hi celebren cerimònies religioses, sobretot casaments, de persones devotes i gent que ho sol·licitava. Tanmateix, el factor distància l'ha condemnat a l'ostracisme, ja que està situada en un lloc de difícil accés.

## Llegendes de l'ermita de Santa Magadalena de Conangle
La llegenda del pou de Santa Magdalena diu que a Santa Magdalena, hi ha un pou, tocant a l'ermita, d'on venien les criatures. Deien que els nens eren a dormir a dins el pou, i quan la canalla mirava cap avall i veia uns ullets que des de dins el pou els miraven, és que havia arribat el temps de sortir i llavors la llevadora treia la criatura del pou.
La llegenda del Sant Crist de Santa Magdalena diu que a dins de l'ermita hi havia antigament un Sant Crist que era molt estimat. Segons la tradició a aquesta imatge, que fou cremada durant la Guerra Civil, li creixien les ungles i era l'ermitana l'encarregada de tallar-les-hi. Era molt venerat per les dones prenyades. També el treien quan convenia que plogués.